# Street Fighter III
Street Fighter III: Thế hệ mới - Street Fighter III: New Generation (ストリートファイターⅢ) là trò chơi điện tử đối kháng của hãng Capcom, được phát hành lần đầu vào năm 1997 và sản xuất trên nền CD-ROM và CP System III. Được lấy cốt truyện sau trò chơi Street Fighter II, trò chơi này chỉ có 2 nhân vật quay trở lại là Ryu và Ken (vì vậy mới có cái tên là Thế hệ mới) và theo đó là một loạt nhân vật mới mà đứng đầu là Alex. Bên cạnh đó, trò chơi còn có nhân vật trùm cuối mới là Gill.
Street Fighter III có hai bản nâng cấp là Street Fighter III 2nd Impact năm 1997 và Street Fighter III 3rd Strike năm 1999.

## Cách chơi
Phát hành năm 1997, Street Fighter III bao gồm 11 nhân vật (tính Yun và Yang riêng) và một nhân vật trùm cuối không thể điều khiển là Gill. Trong chế độ chơi đơn, người chơi sẽ đối mặt với 7 nhân vật khác trước khi gặp Gill.
Cách chơi của Street Fighter III có một vài điểm mới. Nhân vật có thể nhảy cao hơn và đứng dậy nhanh sau khi bị tấn công. Tuy vậy, nhân vật sẽ không thể chặn trên không như trong loạt Street Fighter Alpha.
Đặc điểm nổi bật nhất là gạt (parry) đòn tấn công của đối phương. Đây là khả năng hóa giải đòn của đối phương mà không bị mất máu. Khi đối phương đang tấn công nhân vật của mình, người chơi có thể nhấn tới hoặc xuống để gạt đòn và đưa đối phương vào tình thế dễ dàng bị phản công. Tuy nhân đây là một kỹ thuật rất khó vì người chơi phải đoán được ý đồ cũng như phản xạ thật nhanh và chính xác.
Một điểm mới trong Street Fighter III là Siêu quyền thuật (Super Art), một chiêu thức mạnh mẽ tương tự Siêu Liên hoàn (Super Combo). Mỗi nhân vật có 3 siêu quyền thuật khác nhau và sẽ được lựa chọn khi người chơi chọn nhân vật. Người chơi cũng sẽ có một cột siêu quyền thuật. Cột này sẽ tăng khi người chơi đánh trúng đối phương hoặc bị đối phương đánh trúng. Khi cột siêu quyền thuật được nạp đầy, người chơi có thể tung ra siêu quyền thuật.

## Nhân vật
- Alex, nhân vật chính của loạt Street Fighter III, đến từ Mỹ.
- Dudley, đến từ Anh.
- Elena, đến từ Kenya.
- Ibuki, đến từ Nhật.
- Ken, đến từ Mỹ.
- Necro, đến từ Nga.
- Oro, đến từ Brasil.
- Ryu, đến từ Nhật.
- Sean, đến từ Brasil.
- Yun và Yang, 2 anh em sinh đôi đến từ Hồng Kông.
- Gill, đứng đầu một tổ chức bí mật và là trùm cuối của trò chơi.